# 25275 Джоселінбелл
25275 Джоселінбелл (25275 Jocelynbell) — астероїд головного поясу, відкритий 14 листопада 1998 року.
Тіссеранів параметр щодо Юпітера — 3,527.